# 唐天标
唐天标（1940年10月—），湖南石门人。前中国人民解放军总政治部副主任。第十一届全国人民代表大会全国人大教科文卫委员会副主任委员。1966年毕业哈尔滨军事工程学院工程兵系。

## 历任
1988年5月任总政治部干部部副部长。1992年任海军政治部副主任。1993年6月任总政治部主任助理兼干部部部长，8月兼任国务院退伍军人和军队离休退休干部安置领导小组副组长。1995年任总政治部副主任。
2005年12月29日被任命为第十屆全國人大农业与农村委员会副主任委员。2008年，担任全国人大常委会委员、全国人大教育科学文化卫生委员会副主任委员。中共第十五屆、十六屆中央委員，第十一屆全國人大常委會委員。1988年被授予少将军衔。1995年晋升中将军衔。2000年6月21日晋升上将军衔。
2001年7月，新黨籍中華民國國軍退將許歷農在北京人民大會堂參加抗戰紀念活動，原本氣氛融洽，談到兩岸形勢時，唐天標口氣強硬，不斷強調「台灣獨立，一定要打！」反遭許歷農回嗆：「打了又如何？戰後大陸如何治理台灣？」許歷農這一嗆讓解放軍將領們啞口無言，更說明武力無法真正解決台灣問題。